# カリマン2世
カリマン2世（ブルガリア語: Коломан ІІ Асен、? - 1256年）は、第二次ブルガリア帝国の皇帝（ツァール、在位：1256年）。ブルガリア皇帝イヴァン・アセン2世の弟であるセヴァストクラトル・アレクサンデルの子。母親については不明である。

## 生涯
1256年にミハイル・アセンがタルノヴォ近郊での狩猟中に暗殺された後、彼が帝位を継いだ。即位にあたって、カリマンはミハイル・アセンの未亡人であるロスチスラフ・ミハイロヴィチの娘（アンナまたはエルジェーベトといわれる）と結婚するが、帝位を保持することはできなかった。ロスチスラフが領地のベオグラードからタルノヴォに進軍したため、カリマンはタルノヴォを放棄して逃亡した。ロスチスラフは娘を領地に連れ戻し、ミハイル・アセンの義兄弟にあたるミツォ・アセンを皇帝として擁立する。一方、カリマンは多くの支持者を失い、即位と同年の1256年に殺害された。